# Jagoče
Jagoče este o localitate din comuna Laško, Slovenia, cu o populație de 153 de locuitori.